# Susumu Oki
Susumu Oki (født 23. februar 1976) er en tidligere japansk fodboldspiller.
Han har spillet for flere forskellige klubber i sin karriere, herunder Sanfrecce Hiroshima, Oita Trinita og Ehime FC.